# Хорватська національна гвардія
Хорватська національна гвардія (хорв. Zbor narodne garde – ZNG) — військове формування, засноване Хорватією у квітні — травні 1991 року під час хорватської війни за незалежність. Хоча з правових підстав гвардію було створено у структурі Міністерства внутрішніх справ, вона перебувала під безпосереднім керівництвом Міністерства оборони. Їй було поставлено завдання охорони кордонів і території Хорватії та завдання, які зазвичай пов'язуються з поліцією. З її створенням до її складу було передано спеціальні поліційні підрозділи, у травні 1991 року було засновано чотири бригади, сформовані виключно з професіоналів, а 28 травня на військовому параді в Загребі гвардію уперше представлено громадськості. Нею командував міністр оборони генерал Мартін Шпеґель до його відставки на початку серпня. На зміну Шпеґелю прийшов генерал Антон Тус, який став першим начальником Генерального штабу Збройних сил Республіки Хорватії, створеного 21 вересня.
У своєму розвитку гвардія зіткнулася з низкою проблем, включаючи нестачу зброї та боєприпасів, відсутність одностроїв, недостатній вишкіл та загальну нестачу підготовлених кадрів, а також незадовільну роботу штабів і командних структур, що заважало ефективній координації згрупованих підрозділів. Ці проблеми згладжувалися високим моральним духом, чіткими цілями та високим рівнем мобілізації. Після битви за казарми гвардія суттєво покращила свою забезпеченість зброєю, відібравши її у Югославської Народної Армії. До кінця жовтня було створено 60 нових бригад і окремих батальйонів, а 3 листопада Хорватську національну гвардію було перейменовано на Хорватську армію (хорв. Hrvatska vojska).

## Передісторія
У 1990 році після програшу виборів владою Соціалістичної Республіки Хорватії на користь Хорватської демократичної співдружності міжнаціональна напруженість між хорватами і хорватськими сербами посилилася. Югославська армія запідозрила, що Хорватія скористається озброєнням хорватських сил територіальної оборони з метою побудови власної армії та протистояння з ЮНА. Щоб звести до мінімуму очікуваний опір, ЮНА конфіскувала зброю ТО Хорватії. 17 серпня напруженість переросла у відкритий бунт хорватських сербів, зосереджений у населених переважно сербами внутрішніх районах Далмації поблизу південного міста Книн, частинах Ліки, Кордуна, Бановини та Східної Хорватії. Для координації спротиву політиці президента Хорватії Франьо Туджмана вони у липні 1990 року створили Сербську національну раду. Її головою було обрано стоматолога з Книна Мілана Бабича, а начальник поліції Книна Мілан Мартич створив воєнізоване ополчення. Ці двоє, зрештою, стали політичними і військовими ватажками Країни — самовизначеної держави, яка включала райони Хорватії з високою присутністю сербського населення.
Не маючи регулярної армії, Хорватія на початку 1991 року для посилення своєї оборони подвоїла розмір своєї поліції до приблизно 20 000 службовців. Найбільш дієвим підрозділом була спеціальна поліція чисельністю 3000 осіб, розділена на 12 батальйонів; окрім того, налічувалося 9-10 тис. правоохоронців резерву, розосереджених по країні. Хоча поліційний резерв давав змогу створити 16 батальйонів і 10 рот, їм не вистачало зброї, яка була потрібна для озброєння військ.

## Історія

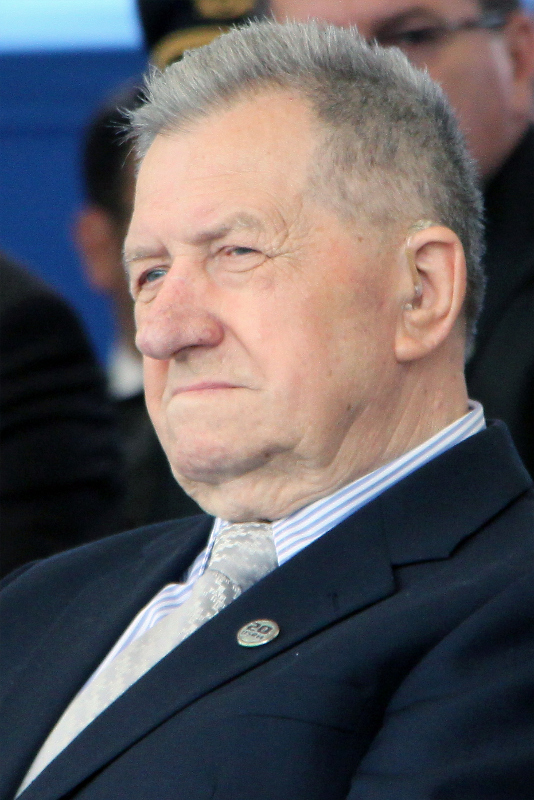
Генерал Мартін Шпеґель командував Хорватською національною гвардією від самого її заснування.

Становлення національної гвардії розпочалося 12 квітня 1991 року. Після сутичок у березні у Пакраці і на Плитвицьких озерах та з огляду на ймовірність подальшої конфронтації з ЮНА хорватська влада гостро відчула необхідність у формуванні поліційної сили з військовими можливостями. Оскільки створювати окремі збройні сили в тій чи іншій союзній республіці югославської федерації заборонялося законом, гвардія планувалася у складі поліції, формально підпорядковуючись Міністерству внутрішніх справ попри те, що в нормативно-правових актах щодо її заснування обумовлювалося, що керувати нею буде Міністерство оборони. 18 квітня 1991 року парламент Хорватії вніс поправки до Закону про внутрішні справи, а 20 квітня президент Франьо Туджман видав указ про устрій Національної гвардії. До кола її завдань входили захист конституційного ладу, підтримання громадського порядку, антитерористичні операції, охорона кордонів, території, узбережжя, територіальних вод, цінних споруд і високопоставлених осіб Хорватії.
5 травня було визначено чисельність військовослужбовців Національної гвардії та її склад, а 10 травня вийшли оперативні вказівки міністрів оборони і внутрішніх справ Мартіна Шпеґеля і Йосипа Больковаца про переведення особового складу поліції у Національну гвардію. До 15 травня декілька спецпідрозділів поліції перейшли у підпорядкування Національної гвардії, утворивши чотири бригади. До липня гвардія налічувала приблизно 8000 військовослужбовців і, на відміну від інших хорватських сил, була повністю забезпечена стрілецькою зброєю. Спочатку ядро підрозділу складали також колишні бійці Французького іноземного легіону.
28 травня 1991 з метою підняття морального духу гвардію було представлено широкому загалу на військовому параді в Загребі на стадіоні, що по вулиці Краньчевічева. У параді взяло участь близько 800 вояків, десяток протиповітряних систем, броньованих машин і кілька бронетранспортерів за присутності Президентської охорони та учасників щорічних лицарських турнірів у місті Синь.
| Підрозділ                | Прізвисько      | Заснування       | Командувач      |
| ------------------------ | --------------- | ---------------- | --------------- |
| 1-ша гвардійська бригада | Тигри (Tigrovi) | 5 листопада 1990 | Йосип Луцич     |
| 2-га гвардійська бригада | Громи (Gromovi) | 15 травня 1991   | Божо Будимир    |
| 3-я гвардійська бригада  | Куниці (Kune)   | 29 квітня 1991   | Едуард Бакарець |
| 4-та гвардійська бригада | Павуки (Pauci)  | 28 квітня 1991   | Іво Єлич        |

Підрозділи ХНГ взяли участь у низці важливих боїв на початку війни, намагаючись стримати просування югославських військ углиб країни. Серед них — бої за Госпич, за Шибеник і Задар, у ході яких нацгвардія боронила від ЮНА та її прибічників міста в Ліці та на далматинському узбережжі. ХНГ брала також участь у битвах за Вуковар і за Осієк у східній Славонії, захищала Дубровник і внесла посильний вклад у перемогу в битві за казарми та в операції «Ураган-91» (спроба витіснити ЮНА із західної Славонії).
| Битва | Дата*                            | Примітки |
| --- | -------------------------------- | --- |
| Битва за Госпич | 29 серпня — 22 вересня 1991 року | Оборона Госпича та захоплення казарм ЮНА у цьому місті                                                                              |
| Битва за Шибеник | 16 — 22 вересня 1991 року        | Успішна оборона Шибеника і захоплення частини казарм ЮНА у цьому місті                                                              |
| Битва за Задар | 16 вересня — 5 жовтня 1991       | Успішна оборона Задара і захоплення частини казарм ЮНА у цьому місті                                                                |
| Битва за Вуковар | 25 серпня — 18 листопада 1991    | Невдала оборона Вуковара; зупинення просування ЮНА по Хорватії                                                                      |
| Битва за Осієк | серпень 1991 — червень 1992      | Успішна оборона Осієка попри те, що ХНГ поступилася деякими позиціями навколо міста                                                 |
| Облога Дубровника | 1 жовтня 1991 — 31 травня 1992   | Успішна оборона Дубровника |
| Битва за казарми | 14 вересня — 23 листопада 1991   | Захоплення великих запасів зброї та спорядження ЮНА, що дало змогу суттєво підвищити боєздатність ХНГ                               |
| Битва за Логориште | 4—6 листопада 1991               | Незначна битва з метою взяття гарнізона ЮНА біля Карловаця; гарнізон вирвався з облоги частин нацгвардією, але ХНГ захопила казарми |
| Операція «Ураган-91» | 29 жовтня 1991 — 3 січня 1992    | Наступ частин ХНГ з метою відвоювати західну Славонію навколо містечка Окучани, зупинений перемир'ям, укладеним за планом Венса     |
| *Дати означають загальну тривалість битви; однак слід мати на увазі, що 8 жовтня резервні частини ХНГ було перетворено на резервні частини хорватської армії, а залишок нацгвардії у листопаді було перейменовано на хорватську армію. |                                  | |